# Nikolaj Mengel
Nikolaj Mengel (født 9. marts 2002 i Ringsted) er en cykelrytter fra Danmark, der er på kontrakt hos Airtox-Carl Ras.

## Karriere
Nikolaj Mengel startede sin cykelkarriere som 14-årig. Han meldte sig ind i den lokale cykelklub i Ringsted, Team Cycling Ringsted. Som U17-rytter begyndte resultaterne at melde sig, for Nikolaj Mengel. Blandt andet med en samlet tredjeplads i 2018-udgaven af det svenske etapeløb U6 Cycle Tour Post Nord i Tidaholm, Sverige.
I 2018 blev Nikolaj Mengel udtaget til bruttotruppen på juniorlandsholdet i landevejscykling. Fra 2019-sæsonen skiftede Mengel til det danske juniorhold, Team ABC Junior, der hører til moderklubben ABC - Arbejdernes Bicykle Club. Den 20. april 2019 vinder Mengel 2. afdeling af Uno-X Cuppen for juniorryttere. Udover den danske cykelscene har Mengel også deltaget i diverse internationale cykelløb. Blandt andet repræsenterede han Danmark til Europamesterskabet i Landevejscykling i 2020, da danske Kasper Andersen blev europamester.
Udover landevejscykling, har Nikolaj Mengel også været at finde i Banecykling.
I december 2020 skrev Nikolaj Mengel under på en kontrakt med det danske UCI kontinentalhold BHS-PL Beton Bornholm, gældende fra starten af 2021.